# Husky Heights
Die Husky Heights sind ein abgeflachter, eisbedeckter Höhenzug in der antarktischen Ross Dependency. Er überragt rund 6 km südöstlich des Haynes Table das Kopfende des Brandau-Gletschers im Königin-Maud-Gebirge.
Das Advisory Committee on Antarctic Names benannte ihn 1966 in Verbindung mit dem Husky Dome, der höchsten Erhebung in den Heights.